# Andrej Andolšek (misijonar)
Andrej Andolšek, slovenski duhovnik, misijonar in nabožni pisatelj, * 27. september 1827, Velike Poljane, † 23. junij 1882, Eagle Harbor, Michigan. 
Andolšek je bil leta 1854 posvečen v duhovnika, nato je bil kaplan v Metliki, Velesovem, Polhovem Gradcu in Radečah. Leta 1860 odšel v ZDA k škofu Frideriku Baragi in misijonaril v njegovi škofiji, 1863 prestopil v nadškofijo San Francisco v Kaliforniji, bil 1867–1869 v Marysvilleu, 1869–1876 v Chiltonu, (Wisconsin) 1876–1878 v Macvilleu, nato do 1879 v Morrisonu, od koder se je vrnil v Eagle Harbor. Spisal je molitvenik Zlata krona matere božje (1858), ki je v 2. izdaji izšel z naslovom Nebeška mana (1860).